# Laura Belli
Laura Belli (* 11. November 1947 in Neapel) ist eine italienische Schauspielerin.

## Leben
Belli wurde, nachdem sie bereits in ihrer Heimatstadt Schauspielunterricht genommen hatte, am Centro Sperimentale di Cinematografia diplomiert und debütierte Ende der 1960er Jahre in Filmen mit erotischem Einschlag wie Die Nonne von Monza. In den 1970er Jahren war sie eine vielbeschäftigte Hauptdarstellerin, vor allem in Polizeifilmen. Daneben war sie im Fernsehen aktiv: Die präsentierte die Sendung Prossimamente und spielte u. a. in Franco Rossis Enedide und Bernarda Albas Haus unter der Regie von Daniele D’Anza; später in Viaggio di andata und Lungo il fiume e sull'acqua. Nach der Geburt eines Kindes im Jahr 1975 spielte sie, immer wieder auch für das Fernsehen arbeitend, bis 1979 weiter Rollen und beendete dann ihre Karriere. Gegen Ende der 1980er Jahre wandte sie sich der Malerei zu; im Jahr 2000 kehrte sie als Regisseurin des Filmes Film, zu dem sie auch das Drehbuch schrieb, zurück.

## Filmografie (Auswahl)
- 1969: Die Nonne von Monza (La monaca di Monza)
- 1971: Das Syndikat (La polizia ringrazia)
- 1973: Der unerbittliche Vollstrecker (La polizia sta a guardare)
- 1974: Der Berserker (Milano odia: la polizia non può sparare)
- 1978: Die eiskalten Killer (Porci con la P. 38)
- 1979: Ombre
- 1979: Von Corleone nach Brooklyn (Da Corleone a Brooklyn)
- 2000: Film (Drehbuch, Regie)